# Tailhac
Tailhac – miejscowość i gmina we Francji, w regionie Owernia-Rodan-Alpy, w departamencie Górna Loara.
Według danych na rok 1990 gminę zamieszkiwało 68 osób, a gęstość zaludnienia wynosiła 5 osób/km² (wśród 1310 gmin Owernii Tailhac plasuje się na 769. miejscu pod względem liczby ludności, natomiast pod względem powierzchni na miejscu 678.).